# 8557 Šaroun
8557 Šaroun là một tiểu hành tinh vành đai chính với chu kỳ quỹ đạo là 1279.1412357 ngày (3.50 năm).
Nó được phát hiện ngày 23 tháng 7 năm 1995.